# 15614 Pillinger
15614 Pillinger (2000 GA143) là một tiểu hành tinh vành đai chính được phát hiện ngày 7 tháng 4 năm 2000 by Chương trình nghiên cứu đối tượng gần Trái Đất của đài thiên văn Lowell ở trạm Anderson Mesa.
Nó được đặt theo tên nhà khoa học hành tinh người Anh, Colin Pillinger.